# Château d'Herlegem
Le château d'Herlegem est un château situé dans la rue Herlegemstraat à Kruishoutem, section de la commune de Kruisem, en province de Flandre orientale, en Belgique, sur la rivière Zaubeek à la frontière avec la ville de Waregem.

## Histoire
Le site du château de la seigneurie d'Herlegem est très ancien et date peut-être de l'époque des Francs (Ve siècle), comme de nombreux toponymes en « -gem ».
Il appartient à la famille Van Pottelsberghe de la Potterie depuis 1680.
La château et le domaine sont désignés comme patrimoine architectural depuis le 20 juin 2023 .

## Description
Le château de style Louis XVI est situé au milieu d'un îlot rectangulaire. Le parc du château se compose de douves autour du château, avec des douves séparées et un pont d'accès au sud, d'une cour avec des bâtiments de service disposés en forme de U, d'un spacieux potager rectangulaire entouré de douves et d'un verger. Le moulin d'Herlegem est situé dans la cour du château .
A l'intérieur, vestibule avec colonnes ioniques et denticules. Les dessus-de-porte avec des panneaux de stuc et attributs, sont selon la tradition orale l'oeuvre de Joseph Moretti et ses frères (qui ont aussi exercé leur art de plâtrier stucateur au château de Wannegem-Lede tout proche) .
Certains documents parlent du château Herlegem.

## Environnement
Un Programme INTERREG France-Wallonie-Vlaanderen étudie la rivière Zaubeek, et la nature à protéger .
En 2022, l'entreprise BIG (Beaulieu International Group) qui pompait environ 19,5 millions de litres d’eau chaque année à Kruisem et rejetait l’excédent dans la rivière Zaubeek, réduit de 5 millions de litres sa consommation d'eau .

## Châteaux voisins
A Kruishoutem, sont situés aussi :  
- le château d'Aaishove ou de Kruishoutem, un château du XVIIe siècle, avec douves ;
- le château de Wannegem-Lede, appelé le « Petit Trianon » de Flandre (d'après le Petit Trianon du parc de Versailles) ;
- le château della Faille d'Huysse, avec un parc dessiné par l'architecte paysagiste Edouard Keilig, connu pour son art des jardins (Gartenkunst) : Bois de la Cambre, parc de Laeken, parc d'Avroy à Liège etc.